# 현암고등학교
현암고등학교(玄巖高等學校)는 대한민국 경기도 용인시 수지구 죽전동에 있는 공립 고등학교이다.

## 학교 연혁
- 2005년 9월 15일 : 현암고등학교 설립 인가(총 6학급)
- 2006년 3월 1일 : 현암고등학교 개교
- 2006년 3월 1일 : 제1대 차기성 교장 취임
- 2006년 3월 2일 : 제1회 신입생 입학식(6학급 210명)
- 2012년 3월 1일 : 학력 향상형 창의경영학교 지정( ~ 2014)
- 2013년 3월 1일 : 혁신학교 클러스터 운영교 지정( ~ 2014)
- 2018년 3월 1일 : 제6대 백운기 교장 취임
- 2019년 3월 1일 : 용인 혁신 교육지구 지원사업 지정
- 2021년 3월 1일 : 고교학점제 선도학교 지정( ~ 2023), 공동교육과정(클러스터) 운영교 지정
- 2024년 1월 11일 : 제16회 졸업식(177명) (졸업생 총 3,048명)
- 2024년 3월 4일 : 제19회 입학식(8학급 224명)

## 참고 자료
- 현암고등학교 - 한국교육학술정보원 학교알리미